# 1926年1月28日月食
1926年1月28日月食为一次在协调世界时1926年1月28日出現的半影月食。該次月食半影食分為0.582、全影食分為-0.544。

## 概述
這次月食的食分是8.72。

## 基本參數
- 類型：半影月食
- 食甚資料：
  - 日期：1926年1月28日
  - 時間：21:20
  - 月球位置：赤經8.72度、赤緯19.4度
  - 食分：半影食分：0.582、全影食分：-0.544

## 外部連結
- NASA月食專頁（页面存档备份，存于）（英文）